# Leclercera machadoi
Leclercera machadoi är en spindelart som först beskrevs av Brignoli 1973.  Leclercera machadoi ingår i släktet Leclercera och familjen Ochyroceratidae.
Artens utbredningsområde är Nepal. Inga underarter finns listade i Catalogue of Life.